# Michael Harris (giocatore di football americano 1988)
Michael Cory Harris (Oakland, 5 dicembre 1988) è un giocatore di football americano statunitense che gioca nel ruolo di offensive tackle ed è attualmente free agent. Al college ha giocato a football con gli UCLA Bruins.

## Carriera professionistica

### San Diego Chargers
Dopo non essere stato scelto nel Draft NFL 2012, Harris firmò coi San Diego Chargers con cui, nella sua stagione da rookie disputò 15 partite, di cui nove come titolare. L'anno seguente, dopo aver preso parte alle prime 5 gare della stagione (partendo come titolare in 3 di esse), Harris si infortunò alla caviglia e fu costretto a saltare il resto della stagione.
Il 30 agosto 2014 venne svincolato dai Chargers.

### Minnesota Vikings
Il giorno seguente Harris fu ingaggiato dai Minnesota Vikings, con i quali prese parte a 12 partite di cui 5 come titolare. Divenuto free agent nel 2015, il 17 marzo firmò con i Vikings un rinnovo annuale a 1,54 milioni $. Fu svincolato dai Vikings il 10 febbraio 2017.

## Vittorie e premi
- Nessuno

## Statistiche
| Partite totali | 48 |
| Partite totali | 33 |

Statistiche aggiornate alla stagione 2016